# Băbuța
Băbuța – wieś w Rumunii, w okręgu Vaslui, w gminie Dragomirești. W 2011 roku liczyła 129 mieszkańców.